# Antenimbe
Antenimbe is een plaats en commune in het centrum van Madagaskar, behorend tot het district Arivonimamo, dat gelegen is in de regio Itasy. Tijdens een volkstelling in 2001 telde de plaats 5.800 inwoners.
De plaats biedt enkel lager onderwijs aan. 99 % van de bevolking werkt als landbouwer en 1 % houdt zich bezig met veeteelt. Het belangrijkste landbouwproduct is rijst; andere belangrijke producten zijn bonen, maniok en aardappelen. 